# Gaulis
En sylviculture, un gaulis est un jeune peuplement constitué de gaules de moins de 5 cm de diamètre et de 3 à 6 m de hauteur.
Le gaulis est un stade dans le développement d'une futaie équienne régulière, après le fourré et avant le perchis (entre 10 et 20 ans).
Au Québec, les gaulis sont des arbres ayant un diamètre à hauteur de poitrine (dhp) supérieur à 1 cm et inférieur à 9 cm.